# 2024년 중화민국 입법위원 선거
2024년 중화민국 입법위원 선거(중국어: 2024年中華民國立法委員選舉)는 2024년 1월 13일에 전체 113석의 중화민국 입법위원을 선출하기 위해 치뤄 질 선거다.
이 선거는 총통 선거와 동시에 치러진다. 중화민국 입법위원 선거는 소선거구제와 비례대표제를 혼합 적용한 병립식 정당명부 비례대표제를 적용하고 있다.

## 결과

### 정당별 의석수
| ↓          |   |   |            |  |
| 52         | 2 | 8 | 51         |  |
| 중국국민당 |   |   | 민주진보당 |  |

  중국국민당；   민주진보당；  대만민중당 ;   무소속

### 결과 개요
결과

### 의석점유율
| \| 의석점유율 \| 의석점유율 \| 의석점유율 \| 의석점유율 \| 의석점유율 \| \| ---------- \| ---------- \| ---------- \| ---------- \| ---------- \| \| \| \| \| \| \| \| 중국국민당 \| 중국국민당 \| \| 46.0% \| 46.0% \| \| 민주진보당 \| 민주진보당 \| \| 45.1% \| 45.1% \| \| 대만민중당 \| 대만민중당 \| \| 7.0% \| 7.0% \| \| 무소속 \| 무소속 \| \| 1.7% \| 1.7% \| |            |  |       |       |
| 의석점유율 |            |  |       |       |
| |            |  |       |       |
| 중국국민당 | 중국국민당 |  | 46.0% | 46.0% |
| 민주진보당 | 민주진보당 |  | 45.1% | 45.1% |
| 대만민중당 | 대만민중당 |  | 7.0%  | 7.0%  |
| 무소속 | 무소속     |  | 1.7%  | 1.7%  |

## 같이 보기
- 2024년 중화민국 총통 선거